# Cántabra (manzana)
Cántabra es el nombre de una variedad cultivar de manzano (Malus domestica). Esta manzana está cultivada en diversos viveros entre ellos algunos dedicados a conservación de árboles frutales en peligro de desaparición. Esta manzana es originaria de la  Provincia de Salamanca en La Alberca en la comarca de Sierra de Francia, donde tuvo su mejor época de cultivo comercial anteriormente a la década de 1960, y actualmente en menor medida aún se encuentra.

## Sinónimos
- "Manzana Cántabra".[5][7][8]

## Historia
'Cántabra' es una variedad de la provincia de Salamanca en La Alberca en la comarca de Sierra de Francia. El cultivo del manzano en Salamanca en superficies importantes se remonta a principios del siglo XX sobre todo en la zona de Sierra de Béjar, La Alberca, y en Cepeda, con variedades como 'Melapio de Peñacaballera', 'Camuesa del Puerto de Béjar', 'Reineto Blanco', Reineto Rojo'. . .
'Cántabra' está considerada incluida en las variedades locales autóctonas muy antiguas, cuyo cultivo se centraba en comarcas muy definidas. Se caracterizaban por su buena adaptación a sus ecosistemas y podrían tener interés genético en virtud de su adaptación. Se encontraban diseminadas por todas las regiones fruteras españolas, aunque eran especialmente frecuentes en la España húmeda. Estas se podían clasificar en dos subgrupos: de mesa y de sidra (aunque algunas tenían aptitud mixta).
'Cántabra' es una variedad clasificada como de mesa, difundido su cultivo en el pasado por los viveros comerciales y cuyo cultivo en la actualidad se ha reducido a huertos familiares y jardines privados.

## Características
El manzano de la variedad 'Cántabra' tiene un vigor alto; florece a inicios de mayo; tubo del cáliz pequeño o medio, en embudo con tubo estrecho y corto, y con los estambres insertos bajos.
La variedad de manzana 'Cántabra' tiene un fruto de buen tamaño mediano a grande; forma redondeada, achatada, suavemente acostillada, levemente mamelonada, y con contorno levemente irregular; piel poco brillante; con color de fondo amarillo intenso, importancia del sobre color bajo, color del sobre color rojo lavado, distribución del sobre color chapa, presentando chapa lavada rojiza que cubre la parte de la piel expuesta al sol, acusa punteado escaso, blanquinoso, y una sensibilidad al "russeting" (pardeamiento áspero superficial que presentan algunas variedades) muy débil; pedúnculo de longitud corto, grueso, no sobresale de la cubeta, siendo la anchura de la cavidad peduncular relativamente estrecha, y la profundidad de la cavidad pedúncular profunda, con un inicio de chapa ruginosa leve, bordes con leve o marcado ondulado, y con importancia del "russeting" en cavidad peduncular débil; anchura de la cavidad calicina más bien estrecha, profundidad de la cav. calicina poco profunda pero formando pocillo, bordes ondulados, y con importancia del "russeting" en cavidad calicina ausente; ojo cerrado o entreabierto; sépalos compactos en su base o un poco separados.
Carne de color blanco-crema; textura crujiente; sabor característico de la variedad, ácido; corazón alargado, raras veces enmarcado por las fibras; eje abierto; celdas alargadas y muy puntiagudas; semillas abundantes y de variada forma.
La manzana 'Cántabra' tiene una época de maduración y recolección tardía en otoño-invierno, se recolecta en octubre- noviembre. Se usa como manzana de mesa fresca.